# 上大須ダム
上大須ダム（かみおおすダム）は、岐阜県本巣市根尾（旧本巣郡根尾村）上大須地先、木曽川水系揖斐川の支流・根尾川に注ぐ根尾東谷川に建設されたダム。高さ98メートルの中央土質遮水壁型ロックフィルダムで、中部電力の大規模揚水式水力発電所・奥美濃（おくみの）発電所の下池を形成。上池である川浦（かおれ）ダム湖と間で水を往来させ、6台の水車発電機によって最大150万キロワットの電力を発生する。

## 歴史
木曽川水系における電源開発は木曽川本川を関西電力が、支流である飛騨川・長良川・揖斐川を中部電力が水利権の関係から棲み分けで実施していた。馬瀬川の岩屋ダム（岐阜県下呂市）の建設が本格化したことで「飛騨川流域一貫水力発電計画」は事実上の完了をみせたが、その後も中京圏の電力需要は首都圏や他の大都市圏と同様に上昇の一途をたどり、夏季は特に猛暑となる濃尾平野におけるピーク時の電力需要は供給力の限界に近づいていた。これに対応するための新規電源として、夜間の余剰電力を利用して貯水し、昼間の発電に備える揚水発電への期待が高まった。
飛騨川はほぼ開発し尽くされており、比較的包蔵水力が開発されていない揖斐川流域と、ほとんど手付かずに近い長良川流域が対象となり、この中で根尾川源流部と板取川源流部が新規電源開発計画地点として着目された。こうして奥美濃発電所計画が立案された。川浦ダム（かおれダム、長良川右支板取川右支西ヶ洞谷川）を上池、上大須ダムを下池とする揚水発電計画である。事業は1976年（昭和51年）より実施計画調査に入ったが、川浦ダムに関しては当時下流の板取ダム計画に対する反対運動が尾を引いており、補償交渉などは遅々として進まず、上大須ダムについても漁業協同組合との漁業権交渉が長引いた。奥美濃発電所は1994年（平成6年）7月に1号機・2号機の運用を開始。1995年（平成7年）3月には3号機・4号機が、同年11月には5号機・6号機が完成している。

## 周辺
上大須ダムは淡墨桜のある旧根尾村中心部を更に山深く北上した中にある。根尾川流域の本巣市は平成の大合併としては早期より合併し誕生した自治体であるが、淡墨桜や根尾谷断層といった景勝地があり、秋には本巣・糸貫付近で富有柿が売られる。岐阜県内外から多数の客が買い求めに訪れる。
上大須ダムまでの道路は片側1車線の比較的整備されている道路であるが、根尾村中心部から福井県大野市へ至る国道157号は道幅が狭く未整備区間があり、加えて岐阜・福井県境の温見峠は冬期通行止めになる。上大須ダムは一般の見学が可能で、湖畔の公園には奥美濃発電所の案内板や発電所建設中に殉職した4名の作業員の死を悼む慰霊碑、発電所完成を記念した「竣工賦」を刻んだ石碑がある。湖を一周する湖岸道路は、災害により一部が通行不能となっている。
一方、つがいとなる川浦ダムは上大須ダムより右折しトンネルを越えると行き着くが、川浦ダムは発電所関係者以外の立入が制限されている。

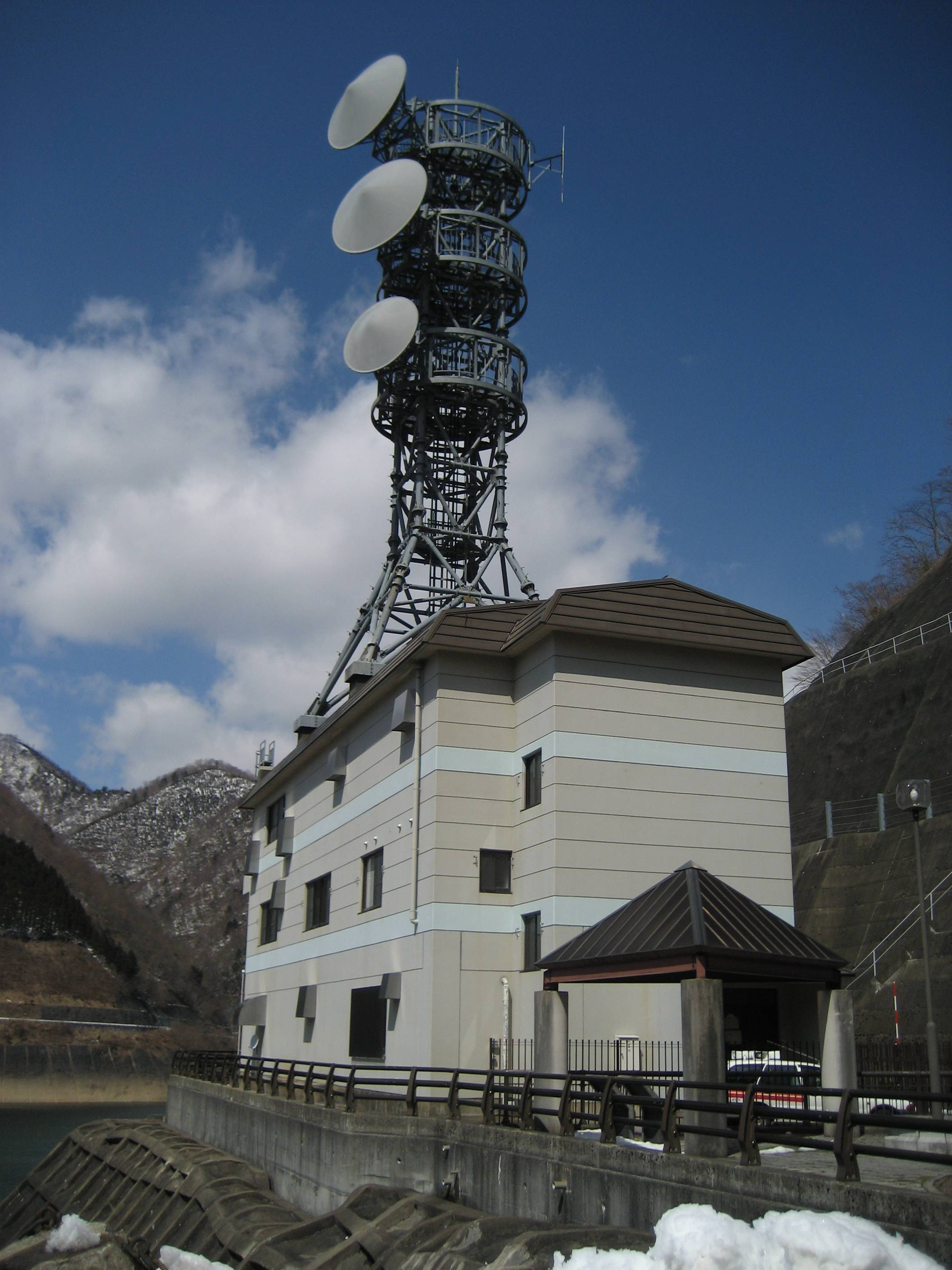
ダム管理所
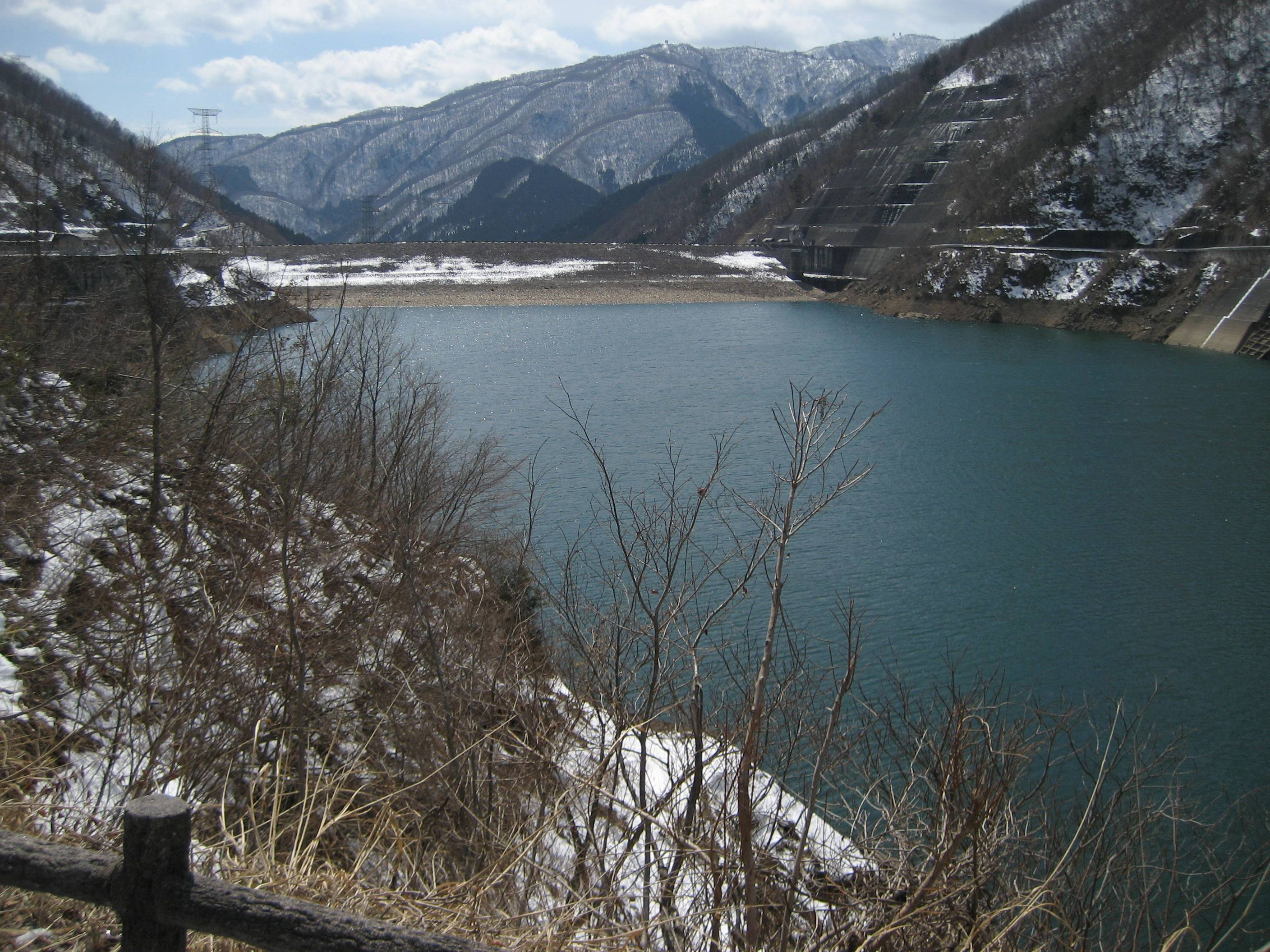
上大須ダム湖
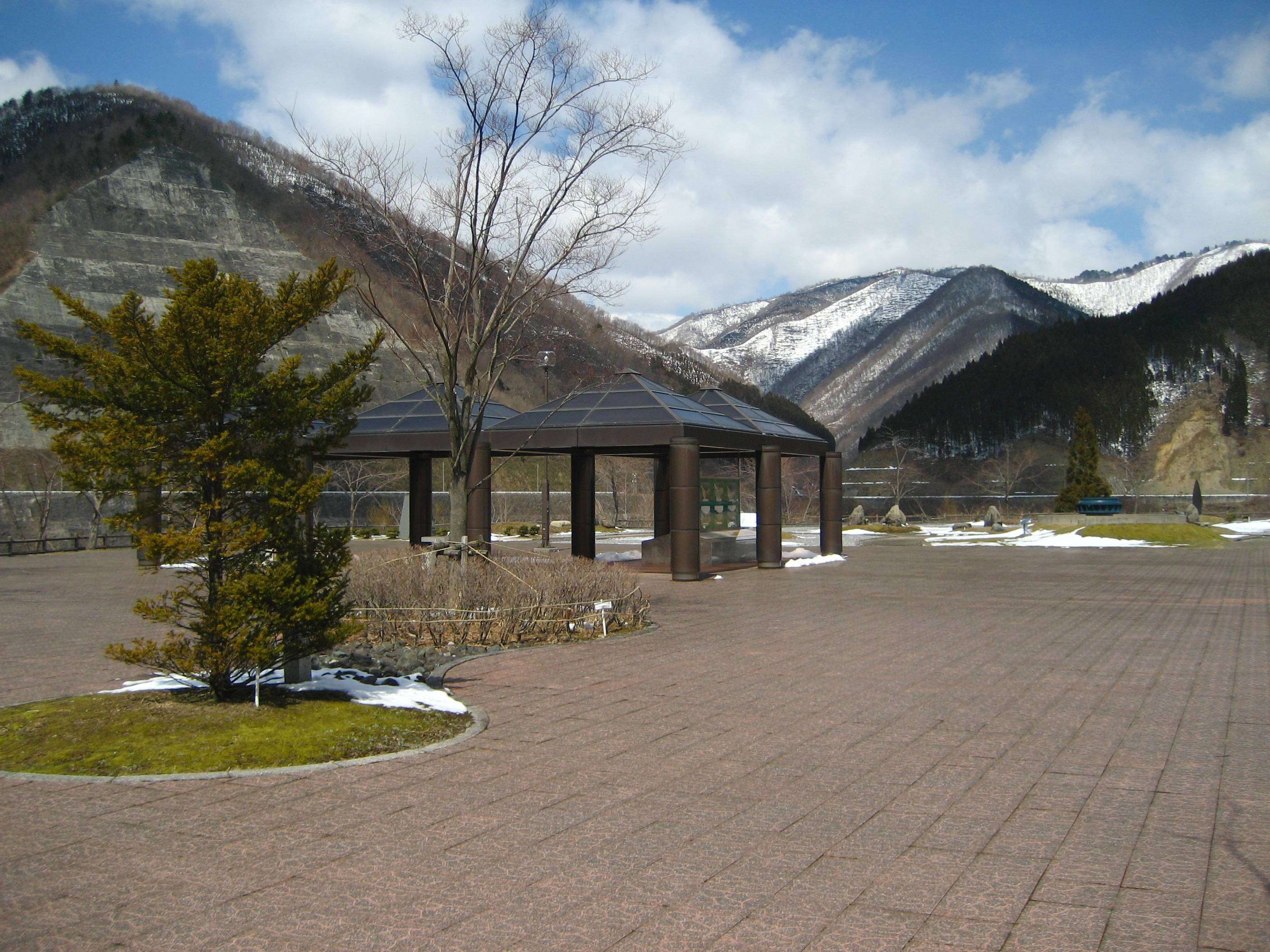
左岸湖畔公園